# Ermita de San Roque (Sot de Chera)
La ermita de San Roque es una ermita existente en la localidad de Sot de Chera (Provincia de Valencia, España), ubicada junto a la carretera comarcal en un recodo sobre un promontorio a unos 500 metros de la localidad. 

## Descripción
Se trata de un edificio de una sola nave, de estilo renacentista edificada en 1592, y dedicada al patrón del pueblo. En la capilla había una llama encendida permanentemente desde que terminó la guerra civil española, constituida por una vasija llena de aceite con una mecha. Para que esta llama no se apagara, tenía que tener siempre aceite este recipiente, y todos los días iba una vecina del pueblo a revisar la lámpara y a depositar aceite. Actualmente se ha sustituido esta lámpara de aceite por velas que permanecen encendidas continuamente. Una de las llaves de la ermita la pasan todos los días de casa en casa, estando a disposición de todos los vecinos de Sot de Chera.
Fotos de la Ermita de San Roque

## Funcionamiento
Constituye una excelente área recreativa con singulares panorámicas del valle de Sot de Chera.
Tiene un camino de acceso desde el pueblo, a modo de calvario con pendientes pronunciadas. Alrededor de la ermita hay una pequeña explanada libre que permite la visita y celebración de romerías y fiestas populares, entendiéndose este espacio libre como parte del conjunto. Además se rodea de frondosa jardinería, alumbrado, arbolado de diferentes variedades y una fuente de reciente construcción.

## Observaciones
Clasificado como Bien de Protección Parcial en el Plan General de Sot de Chera por la Diputación de Valencia.
La tradición cuenta que desde la guerra civil española, en la capilla había una llama siempre encendida constituida por una vasija llena de aceite con una mezcla. Para que no se apagara, tenía que tener siempre aceite este recipiente, y todos los días iba una vecina del pueblo a revisar la lámpara y a depositar aceite. Actualmente se ha sustituido esta lámpara de aceite por velas que permanecen siempre encendidas. Las llaves de la ermita las pasan de casa en casa, estando a disposición de todos los vecinos de Sot de Chera.